# FH Kunst Arnstadt

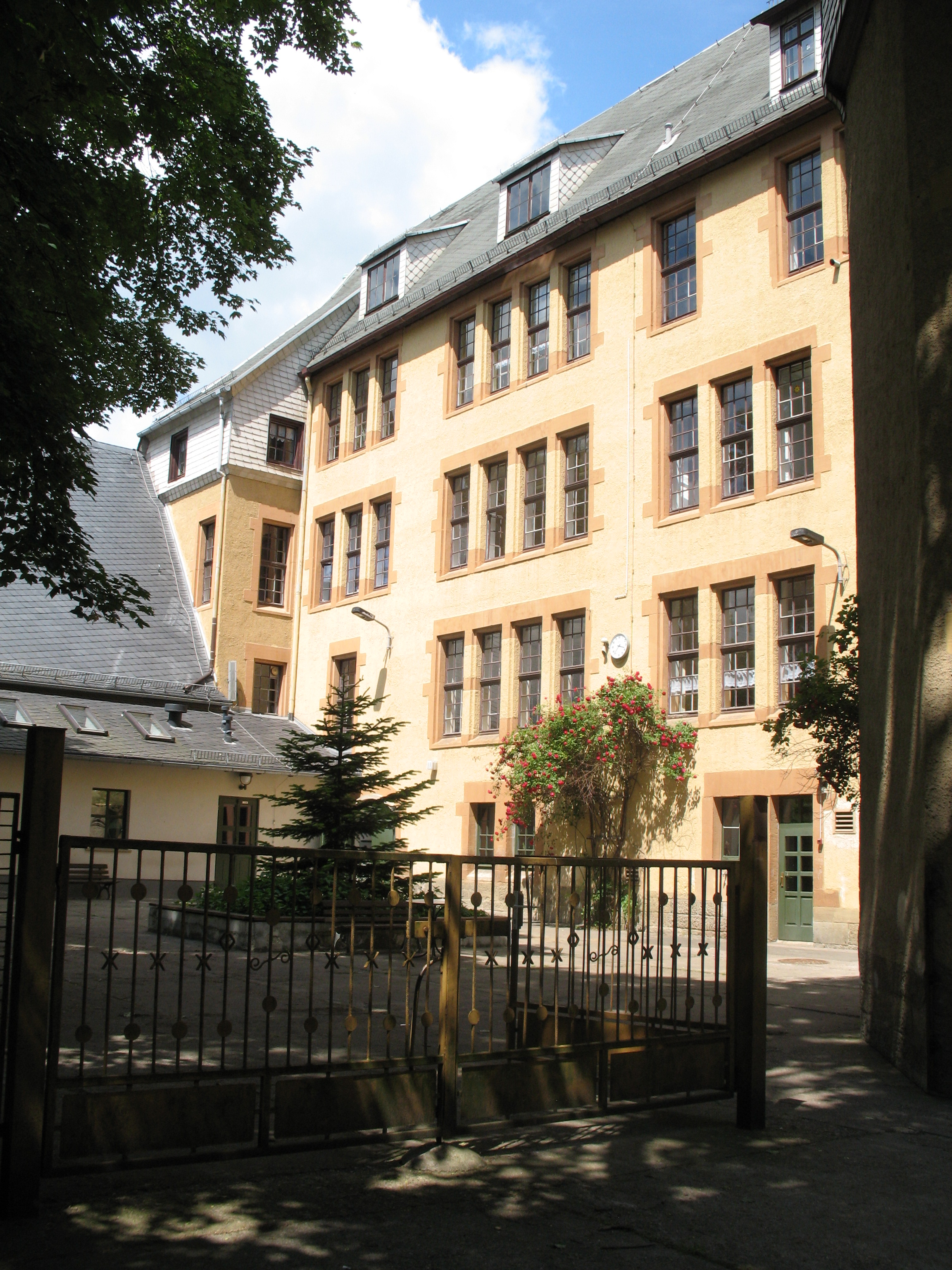
Die FH Kunst in Arnstadt an der Lindenallee

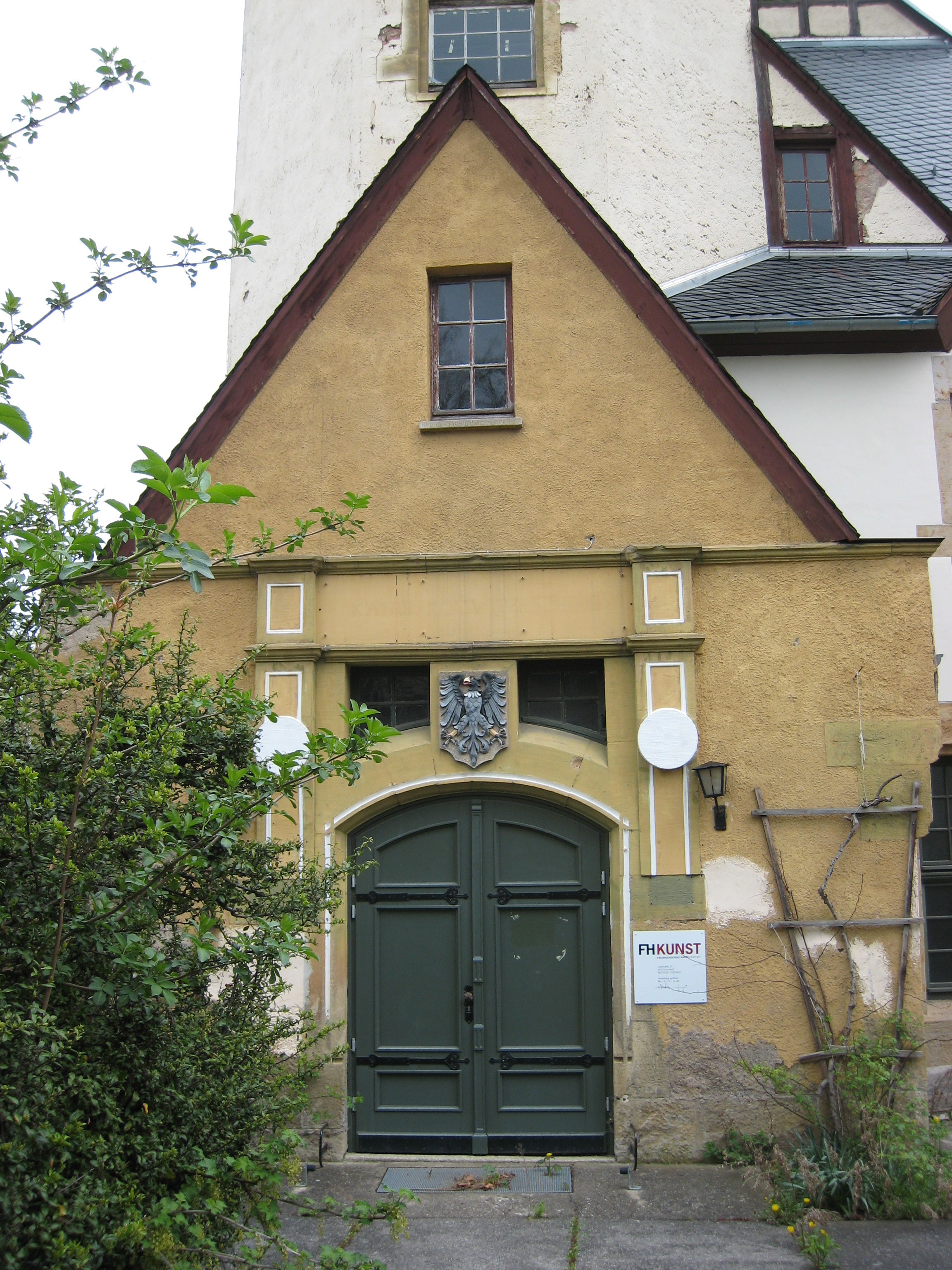
Haupteingang zur Lindenallee hin, Zustand 2014.

 Die FH KUNST Arnstadt war eine private Hochschule mit staatlicher Anerkennung in Thüringen mit zuletzt rund 100 Studierenden. Mit Bescheid des Thüringer Ministeriums für Bildung, Wissenschaft und Kultur vom 2. Mai 2012 wurde sie in „Fachhochschule Arnstadt-Balingen“ umbenannt und erhielt eine Präsidialverfassung. Sie hatte kraft dieses Bescheides das Recht, eine rechtlich unselbstständige Außenstelle in Balingen (Zollernalbkreis, Baden-Württemberg) zu betreiben.
Die Genehmigung dieser Außenstelle (die jedoch nach hochschulrechtlichen Maßstäben nie gültig betrieben wurde, obwohl nach den Insolvenzakten der Hochschule ab WS 2011/12 Studierende dort lernten) ging auf eine Kooperationsvereinbarung zwischen der Hochschule und der Plettenbergschule Balingen aus dem Jahr 2012 zurück. Allerdings verfügten weder die Hochschule noch der Kooperationspartner über die erforderlichen Mittel. Für die Außenstelle wurden sogar mehrere Professoren-Berufungsverfahren durchgeführt, es kam aber nach der Erteilung der Rufe nicht zu den entsprechenden Einstellungen.
Nach jahrelangen finanziellen Problemen wurde am 1. März 2013 der Lehrbetrieb eingestellt und ein Insolvenzverfahren eröffnet.

## Geschichte
Die Akkreditierung der Studiengänge Freie Bildende Kunst, Kunsttherapie und Kommunikationsdesign erfolgte im Dezember 2010. Die Studienabschlüsse waren denen staatlicher Hochschulen gleichgestellt. In acht Semestern bildete die Hochschule in drei Studiengängen aus: Freie Bildende Kunst (Bachelor of Fine Arts), Kunsttherapie (Bachelor of Arts) und Kommunikationsdesign (Bachelor of Arts).

## Studiengänge
Kunsttherapie, Freie Bildende Kunst und Kommunikationsdesign.

## Zulassungsvoraussetzungen
Volljährigkeit, Allgemeine Hochschulreife oder fachgebundene Hochschulreife oder Fachhochschulreife. Bei nachgewiesener herausragender künstlerischer Befähigung, festgestellt durch eine Eignungsprüfung der Hochschule, im Studiengang Freie Bildende Kunst auch Mittlere Reife und eine abgeschlossene 3-jährige Berufsausbildung und mindestens 3 Jahre hauptberufliche Tätigkeit.